# مارك إسامبارد برونيل
مارك إيزامبارد برونيل (بالفرنسية: Marc Isambart Brunel)‏ (25 أبريل 1769- 12 ديسمبر 1849) عضو الجمعية الملكية في إدنبره، وعضو الجمعية الملكية، هو مهندس إنجليزي، اشتهر ببناء نفق التايمز وأنه والد إيزامبارد كينغدوم برونيل.
ولد مارك في فرنسا وهرب إلى الولايات المتحدة أثناء الثورة الفرنسية، وفي عام 1796 عُين رئيس مهندسي مدينة نيويورك، وانتقل إلى لندن عام 1799 حيث تزوج صوفي كينغدوم، وبالإضافة لبنائه نفق التايمز، عمل بصفته مهندسًا ميكانيكيًا على تصميم آلية للإنتاج الآلي لبكرات الحبال للبحرية الملكية.
فضل برونيل اسمه الأول إيزامبارد، لكنه يعرف في التاريخ عمومًا باسم مارك تجنبًا للخلط بينه وبين ابنه الأكثر شهرة.

## النشأة في فرنسا
كان برونيل الولد الثاني لجان تشارلز برونيل وماري فيكتوار ليفيبفر؛ كان والده مزارعًا مقتدرًا في هاكيفيل في النورماندي، وولد مارك في المزرعة. كان من العرف أن يرث الابن الأول المزرعة ويوجه الابن الثاني ليصبح كاهنًا؛ لذا جعله والده يبدأ التعليم التقليدي، لكن مارك لم يحب الإغريقية واللاتينية وأظهر بدلاً من ذلك براعة في الرسم والرياضيات وكان يميل للموسيقا بشدة منذ صغره.
أرسل في عمر الحادية عشرة إلى معهد اللاهوت في روين؛ وسمح له مشرفو المعهد بتعلم النجارة وما لبث أن تعلم ما يخص نجارة الأثاث، كما رسم مخططات للسفن في الميناء المحلي. ولكونه لم يظهر حبًا ليصبح كاهنًا، أرسله والده للإقامة مع أقربائه، حيث علمه صديق للعائلة عن الأمور البحرية. وفي عام 1786 ونتيجة لتعلمه هذا أصبح مارك جنديًا بحريًا في فرقة بحرية وخلال خدمته زار غرب الإنديز عدة مرات، وصنع لنفسه مقياس زوايا ثمنيّاً من النحاس الأصفر والعاج، واستخدمه خلال خدمته.
وأثناء خدمة برونيل في الخارج عام 1789 بدأت الثورة الفرنسية، وفي يناير 1792، سددت فرقته رواتب الطاقم منهية عملها، وعاد برونيل للعيش مع أقربائه في روين؛ وكان متعاطفًا مع الملك كما كان معظم ساكني النورماندي؛ وفي عام 1793 وخلال زيارته لباريس أثناء محاكمة لويس السادس عشر، توقع برونيل للملأ بحركة حمقاء هلاك روبسبير أحد قادة الثورة، وكان محظوظًا لتمكنه من الهرب حيًا من باريس، وعاد إلى روين، وكان من الجليّ أنه سيضطر لمغادرة فرنسا؛ وخلال إقامته في روين التقى بصوفي كينغدوم، وهي امرأة إنكليزية لديها طفل يتيم وتعمل مربية أطفال، واضطر لتركها عندما فر إلى لو هافر وانطلق منها على متن السفينة الأمريكية 'ليبيرتي' المتجهة نحو نيويورك.

## الولايات المتحدة
وصل برونيل إلى نيويورك في 6 سبتمبر 1793، وسافر بعدها إلى فيلاديلفيا وألباني، شارك في مخطط لربط نهر هدسون بقناة مع بحيرة تشامبلين وأرسل أيضًا مخططًا لمبنى الكابيتول الجديد الذي سيبنى في واشنطن، وقد أعجب لجنة الحكام أيما إعجاب، لكنه لم يُختر.
في عام 1796 وبعد نيله الجنسية الأمريكية عين مارك رئيسًا لمهندسي نيويورك؛ وقام بتصميم العديد من المنازل وأحواض السفن والأبنية التجارية ومصنع أسلحة ومصنع مدافع؛ ولا توجد سجلات رسمية للمشاريع التي نفذت في نيويورك ويعتقد أنها أتلفت في أحداث شغب الخدمة المدنية في نيويورك عام 1863.
وفي عام 1798 خلال حديث على العشاء، علم برونيل بالصعوبات التي تواجهها البحرية الملكية في الحصول على 100 ألف بكرة حبال تحتاجها سنوياً، إذ كانت تصنع يدويًا؛ فصمم مباشرة مخطط تصميم لمجموعة من الآلات يمكنها جعل الإنتاج آليًا، وقرر بيعها لإنجلترا وتقديم الابتكار إلى ديوان البحرية، وسافر إلى إنجلترا في 7 فبراير 1799 حاملًا رسالة تعريف إلى وزير البحرية، ورست سفينته هاليفاكس في 7 مارس في فالموث.

## بريطانيا
حين كان برونيل في الولايات المتحدة، بقيت صوفي كينغدوم في روين، وخلال عهد الإرهاب في الثورة الفرنسية، اعتقلت بصفتها جاسوسة إنجليزية وكان إعدامها متوقعًا في أي يوم، وأنقذها سقوط روبسبير في يونيو 1794، وفي أبريل 1795 استطاعت مغادرة فرنسا إلى لندن.
سافر برونيل بعد وصوله من الولايات المتحدة مباشرة إلى لندن وتواصل مع كينغدوم وتزوجا في 1 نوفمبر عام 1799 في سان أندرو في هولبورن؛ وولدت طفلهما الأول صوفي عام 1802، وطفلهما الثاني إيما عام 1804، وطفلهما الثالث إيزامبارد كينغدوم عام 1806 الذي أصبح مهندسًا عظيمًا، وقد ترعرع في دار ليندسي.
وخلال صيف عام 1799 تعرف برونيل على هينري مودسلاي، وهو مهندس موهوب عمل لصالح جوزيف براماه، وبدأ عمله الخاص منذ مدة قريبة. بنى مودسلاي نماذج من الآلات يمكنها البدء بإنتاج بكرات الحبال، وتواصل برونيل مع صامويل بينثام وهو المفتش العام للأعمال البحرية، وفي أبريل 1802 أوصى صامويل بتركيب آلات صناعة البكرات التي ابتكرها برونيل في مصانع بكرات بورتثماوث؛ كان يمكن لعمال عاديين تشغيل آلاته لإنتاج أعلى بعشر مرات من معدل الإنتاج السابق. ركبت 45 آلة معًا في بورتثماوث، وبحلول عام 1808 كان المعمل ينتج 130 ألف بكرة سنويًا؛ ولسوء حظ برونيل تلكأ ديوان البحرية بالدفع، رغم أن برونيل أنفق 2000 جنيه إسترليني من ماله الخاص على المشروع، وفي أغسطس 1808 وافقوا على دفع ألف جنيه على الحساب، وبعد سنتين قبلوا بدفع مايزيد عن 17 ألف جنيه فقط.

## روابط خارجية
- مارك إسامبارد برونيل على موقع الموسوعة البريطانية (الإنجليزية)